# 横隊

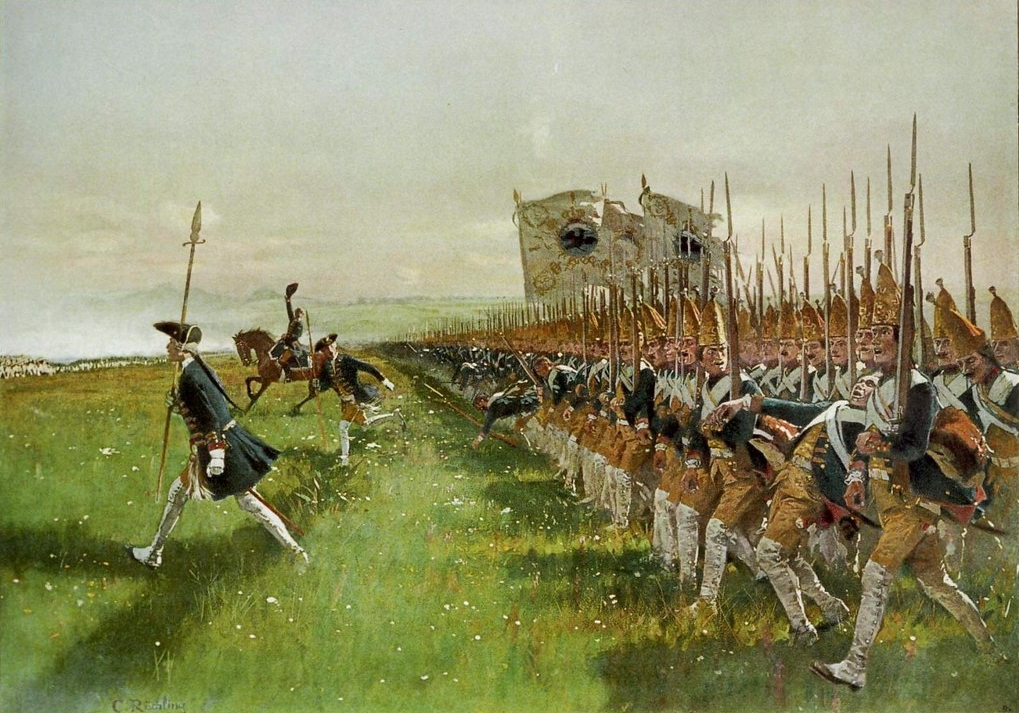
オーストリア継承戦争のホーエンフリーデベルクの戦いで横隊で前進するプロイセン軍歩兵

横隊（おうたい, line formation）は、歩兵の戦闘隊形の一種である。

## 概要
横隊は、歩兵を横に数列に並べる戦闘隊形であり、広い正面への攻撃力を最大化できる性質を有する。歴史を通して最も標準的に用いられてきた隊形でもある。槍を装備した古代のファランクスも横隊の一種であった。小銃装備の歩兵で編成された近代的横隊戦術は、七年戦争においてプロイセン王国のフリードリヒ大王が効果的に活用した。
17世紀から18世紀のヨーロッパの軍隊では、個々の横隊は歩兵大隊を単位として形成された。横隊の幅は2列から5列とされることが多く、3列とされるのが一般的であった。列と列との間は半メートルの間隔が置かれ、各列の兵士も射撃と弾込めができるだけの間隔を置いて整列した。横隊を組んで戦うには、十分な訓練と、士官と下士官による綿密な指揮を必要とした。下士官は横隊の背後に配置され、長い槍を使って隊列を乱す兵士を正す役割をした。
横隊の移動速度は非常に遅く、よく訓練されていない限り隊形を保って前進することは不可能であった。また横隊はその硬直性のゆえに側面や背面からの騎兵の攻撃には脆弱であった。横隊は多くの場合固定的な隊形として用いられ、兵士は縦隊で前進し、敵前で横隊に展開して射撃を開始し、敵陣突破の際には再び縦隊を組んだ。
イギリス軍は、ナポレオン戦争では兵力不足を補いつつ正面火力を最大化する目的から2列横隊を標準隊形とした。2列横隊は19世紀末までイギリス軍で使われ続けた。クリミア戦争のバラクラーヴァの戦いでは、第93ハイランド連隊が2列横隊を組んでロシア軍騎兵の突撃を撃退した。
19世紀後半以降、兵器の射程と破壊力が増大したため、歩兵は塹壕や遮蔽物に身を隠して射撃するようになり、横隊を組んで戦うこともなくなった。